# Пустоши и озёра Верхней Лужицы (биосферный заповедник)
Пустоши и озёра Верхней Лужицы (в.-луж. Hornjołužiska hola a haty, нем. Oberlausitzer Heide- und Teichlandschaft) — биосферный заповедник, находящийся в исторической области Верхняя Лужица восточной части федеральной земли Саксония, Германия. Один из 13 биосферных заповедников Германии, внесённых в реестр ЮНЕСКО «Всемирная сеть биосферных резерватов» (№ 134939). Является составной частью одноимённого природно-территориального региона. Администрация и информационный центр заповедника находится в «Доме тысячи озёр» в населённом пункте Варта (Строжа).

## Общая характеристика
Заповедник располагается между Верхнелужицкой равниной на юге и промышленной зоной Верхней Лужицы на севере. На западе граничит с городом Баутцен и на востоке — с районом Гёрлиц. Общая площадь заповедника составляет 30 102 гектара. 141,6 квадратного километра покрыты лесами и 27,5 квадратного километра заняты различными водоёмами. Всего насчитывается около 350 прудов и небольших озёр, которые имеют искусственный характер и связаны системой траншей со сливами и трубами. Все водоёмы объединены в 39 групп, которые используются в хозяйстве с различной интенсивностью.
На территории заповедника находится несколько населённых пунктов, в которых проживает около 12800 человек.

## История
Заселение территории современного заповедника славянскими племенами началось в XIII веке. С XVI века началась немецкая колонизация этих земель. С этого же века стали проводиться постоянные мелиоративные работы, в результате чего уменьшалась площадь лесов. В XIX веке после внедрения началось интенсивно развиваться сельское хозяйство: на осушённых полях выращивали картофель, рожь, гречиха, ячмень и просо. Активно развивалось пчеловодство.
В 1994 году территория озёр впервые получила временный государственный охранный статус биосферного заповедника. В 1996 году заповедник началась государственная программа «Человек и биосфера», которая стала первым этапом для будущего внесения заповедника в реестр международной программы «Всемирная сеть биосферных резерватов» ЮНЕСКО. 21 сентября 1998 года заповедник получил международный охраняемый статус ЮНЕСКО.